# Лотури Енеску (Ботошани)
Лотури Енеску (рум. Loturi Enescu) насеље је у Румунији у округу Ботошани у општини Дорохој. Oпштина се налази на надморској висини од 185 m.

## Становништво
Према подацима из 2002. године у насељу је живело 378 становника, од којих су сви румунске националности.